# إبراهيم كتخدا السناري
إبراهيم كتخدا السناري
هو صاحب بيت السناري الأثر الشهير والذي نقل إليه المجمع العلمي المصري في عام 2012 بعد احتراق مقره القديم في الأحداث التي تلت ثورة 25 يناير.

## اللقب
لقب بالسناري نسبه لمدينه سنار و يشير الجبرتي أن أصله يرجع ( للبرابرة) 

## حياته
ويقول الجبرتي أنه جاء للوجه البحري و عمل بمدينه المنصورة وفيها تفتقت مواهبه و ظهرت نجابته و تعلم القراءة والكتابة وطالع في كتب السحر و التنجيم فذاع صيته بين العامة و الخاصة فعاد للصعيد مع من اختلط بهم و دخل في خدمة مصطفي بك الكبير فصار من خواصه فتعلم اللغة التركية و حرر مكاتبات سيده و أدار شئونه فصار طرفا في المؤامرات و الفتن حتى أمر مراد بك الكبير بقتله فهرب و دخل في خدمه الأمير حسين بك حتى عفي عنه مراد بك و قربه حتى عينه كتخدا (محافظ) له.
وهكذا سطع نجم إبراهيم السناري و زاد سلطانه حتى صار منذ عام 1209هـ بمثابة لسان حال سيده الذي اعتكف تاركا لإبراهيم السناري إدارة شئونه مما أتاح للأخير فرصه اضافيه للصعود و التحكم و السيطرة فتحدي قرارات و رغبات الأمراء بل صار ينفذ أوامر سيده حسب ما تقتضيه مصالحه و هواه فبني داره التي بالناصرية بحي السيدة زينب في القاهرة والمشهورة ببيت السناري وصرف عليها أموالا وصار له حاشيه و جواري واتباع و ظل كذلك حتي يوم 17 جمادي الآخر 1216 هـ 1801 م  حيث ُقتل في الإسكندرية مع غيره من الأمراء الذي كان حسين باشا القبطان العثماني قد طلبهم للحضور إليه فلما حضروا قتلهم جميعا و دفنوا بالإسكندرية .